# Jin Xing
Jin Xing (chino: 金星, 13 de agosto de 1967) es una actriz y bailarina transgénero china. fundadora del Beijing Modern Dance Theatre (北京现代舞团) y Grupo de Danza privado Shanghai Jin Xing Dance Theatre (上海金星现代舞团).

## Biografía
Jin nació en 1967 en Shenyang, China, en el seno de una familia de etnia coreana (Chosŏnjok). Jin estudió en una escuela China-Chosonjok. Su madre era una traductora, y su padre era un oficial militar de inteligencia.
Se destacó por su inteligencia y ganó varias veces concursos de ábaco. Era muy entusiasta con la actuación de danza.                                                                                                                                     A los 9 años se unió al Ejército Popular de Liberación, para recibir entrenamiento militar y de danza de una compañía afiliada a la Región Militar de Shenyang. A los 12 años, se transfirió a la Academia de Arte del Ejército Popular de Liberación y se graduó en 1984. Después de graduarse, regresó al grupo de danza militar de Shenyang y finalmente alcanzó el rango de coronel. Más tarde, ganó el concurso nacional de danza con una pieza de danza étnica de Asia Central. 
Ganó una beca para bailar en Nueva York. En 1989, Jin fue a Nueva York para estudiar danza moderna durante cuatro años, estudiando con pioneros de la danza moderna como Limon, Cunningham y Graham.
Cuando Jin tenía seis años, salió durante una tormenta anhelando así según ella que "cayera un rayo y la transformara en una niña". Se sometió a una cirugía de reasignación de sexo en 1995 en Beijing.
A la edad de 33 años, Jin adoptó un hijo y luego otros dos hijos que crio sola hasta su matrimonio en 2005. Se casó con su marido alemán Heinz Gerd Oidtmann en 2005. Actualmente vive con su marido y sus hijos en Shanghái.
Además de su chino y coreano nativos, puede hablar inglés, japonés, italiano y francés.